# Antic Magatzem del Sindicat Agrícola
L’Antic Magatzem del Sindicat Agrícola és una obra modernista inclosa a l'Inventari del Patrimoni Arquitectònic de Catalunya i catalogada com a Bé Cultural d’Interès Local de Santa Coloma de Queralt.

## Descripció
L'antic magatzem del Sindicat Agrícola projectat per l’arquitecte Josep Maria Vives Castellet presenta uns trets arquitectònics interessants si tenim en compte l'ús a què estava destinat l'edifici. És una nau allargassada de planta trapezial, amb la façana principal al xamfrà, una lateral alineada al carrer Francesc Moragas, i l'oposada oberta en part a un pati alineat al carrer Pintor Nogué, i en part, mitgera com la paret del fons.
La composició de les façanes segueix un ritme regular i altern de pilastres destacades del pla de façana i dels panys intermedis que tanquen els paraments, tot coronat amb una cornisa que uneix entre elles les pilastres i n'adopta el mateix gruix, com una franja frontal plana.
A la testera, el capcer s'eleva i segueix els pendents de la coberta a dos vessants, i la franja de la cornisa s'ondula i descendeix fins a abastar els extrems, on gira cap a la façana lateral i marca les línies curvilínies de cada intercolumni; a cada mòdul s'obre una finestra de petites dimensions en arc de mig punt i d'arestes llises, i amb ampits inclinats i protegits amb una peça ceràmica verda.
La porta dibuixa el mateix motiu de la cornisa del capcer, i al pinyó s'obre un grup de tres finestres en arc.
L'edifici és construït amb aparell de paredat comú, arrebossat i estucat. No hi ha decoració afegida, i només el joc de les formes i els clarobscurs suaus fan de l'edifici un bon exemple d'austera arquitectura agrària, a cavall entre el Modernisme i el Noucentisme.

## Història
La construcció del magatzem va ser ordenat pel Sindicat Agrícola Catòlic, organització fundada el 1908 pel Centre Catòlic d’Obres de Santa Coloma de Queralt. Silvestre Palà considera que probablement va ser edificat el 1922 o 1923, atès que el gener de 1924 es procedeix al registre del solar i que un document del juny del mateix any certifica que “[el sindicat] acaba de construir un edifici-magatzem (...) en el lloc més vistós de la població”. Altres fonts apunten que l’edifici va ser construït el 1920.
Originalment, el magatzem constava de 700 metres quadrats, dels quals tres quartes parts corresponien al mateix magatzem i l’àrea restant a oficines i possiblement a una residència. Tenia cinc panys de paret en la façana i nou mòduls en la paret lateral; d’aquests, només se’n conserven cinc. L’edifici estava rematat per quinze pinacles.
Als anys vint el Sindicat Agrícola va viure importants problemes econòmics. Per garantir-ne la solvència, la Caixa de Pensions va adquirir la titularitat de l’edifici (14 de desembre de 1929). L’objectiu de l’entitat bancària era disposar d’unes dependències per crear una oficina i, segons Palà, posar a disposició un triple servei: maquinària, l’assegurança mútua del bestiar de treball i activitats de formació.
Per satisfer aquest últim àmbit, la Caixa de Pensions va decidir enderrocar una part del magatzem per construir-hi una Casa Agrícola, una sala de conferències i cursos, el més destacat dels quals va comptar amb la participació de 103 pagesos i va derivar en la publicació La zona agrícola de Santa Coloma de Queralt.
En constituir-se la Cooperativa Comarcal Avícola (1959), la Caixa va cedir-li gratuïtament el magatzem per guardar-hi ous, així com la Casa Agrícola per celebrar-hi reunions i assemblees.
El 14 de setembre de 1981, Francesc Albareda Lliró va adquirir la part que quedava del magatzem. El 2020 l’Ajuntament va comprar l’edifici, i el juliol de 2021 va executar les obres de substitució de la coberta.